# 平島駅
平島駅（へいじまえき）は、かつて新潟県新潟市（現西区）平島字道下にあった新潟交通電車線の駅。

## 構造
単式ホーム1面1線の地上駅。無人駅。

## 歴史
- 1933年（昭和8年）4月1日 - 鉄道線東関屋駅 - 白根駅間開業と同時に新潟電鉄の駅として開業。
- 1943年（昭和18年）12月31日 - 新潟交通の発足により同社の駅となる。
- 1971年（昭和46年）4月24日[1] - 関屋分水路の工事により、寺地駅寄りに移転して開業。
- 1999年（平成11年）4月5日 - 新潟交通電車線東関屋 - 月潟間廃線により廃駅となる。

## 駅跡
近年までプラットホームが残され駅部分の線路もそのままになっていたが、現在は線路跡は自転車・歩行者道として整備され、駅のプラットホーム跡は休憩できる設備が設置された。
| 平島駅跡地のプラットホーム。寺地側を望む（2007年9月22日）。 |  | 施設の撤去が進んだ平島駅跡地。寺地側を望む（2010年1月11日）。 |  | 自転車・歩行者道として整備された現在の平島駅跡地。寺地側を望む（2015年12月2日）。 |
| 平島駅跡地のプラットホーム。寺地側を望む（2007年9月22日）。 |  | 施設の撤去が進んだ平島駅跡地。寺地側を望む（2010年1月11日）。 |  | 自転車・歩行者道として整備された現在の平島駅跡地。寺地側を望む（2015年12月2日）。 |

## 隣の駅
新潟交通
電車線（廃線）
東青山駅 - 平島駅 - 寺地駅